# 네모바지 스폰지밥의 영화 작품
네모바지 스폰지밥(영어: SpongeBob SquarePants 스폰지밥 스퀘어팬츠[*])은 스티븐 힐런버그가 만든 미국의 TV 애니메이션 시리즈이자 실사 코미디 영화 시리즈이다.

## 극장 개봉용 영화

### 보글보글 스폰지밥 (2004년)
줄거리는 플랭크톤이 넵튠 왕의 왕관을 훔쳐 쉘 시티로 보내려는 음모를 가지고 있었다. 이에 따라 스폰지밥과 패트릭은 다시 왕관을 가져와야 하는 임무를 수행하게 된다.

### 스폰지밥 3D (2015년)
줄거리는 어떤 해적이 마법을 이용하여 크래비 패티의 비법을 훔친다. 이에 따라 비키니 보톰은 혼란에 빠지게 되고 스폰지밥, 크렙스, 스퀴드웰드, 패트릭, 샌디, 플랭크톤이 비법을 다시 찾아내기 위하여 육지로 가게 된다.

### 스폰지밥 무비: 핑핑이 구출 대작전 (2020년)
2015년 4월 30일 Viacom은 3번째 영화가 개발되고 있음을 발표하였다. 또한 2015년 8월 3일 Twitter를 통해 빈센트 월러는 속편이 사전 제작중이며 풀 티빗이 다시 한 번 지시할 것이라고 말했다. 이 영화는 2019년 2월이나 3월에 개봉할 예정이다.

## 텔레비전 방송용 영화

### 스폰지밥의 아틀란티스 스퀘어팬티스
영화에서 스폰지밥과 패트릭은 잃어버린 도시 아틀란티스에 도착하는 데 도움이 되는 고대 메달을 발견한다.